# Écluse de Ham

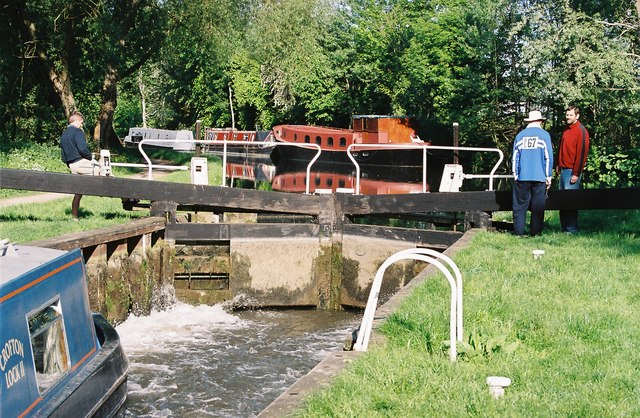
L'écluse de Ham sur le canal Kennet et Avon.

L’écluse de Ham est une écluse sur le canal Kennet et Avon, située à Newbury, dans le Berkshire, en Angleterre.
L'écluse de Ham a été construite entre 1718 et 1723 sous la direction de l'ingénieur John Hore de Newbury. Le canal est administré par la British Waterways. L’écluse permet de franchir un dénivelé de 1,27 m (4 pi 2 po).